# Mitutoyo

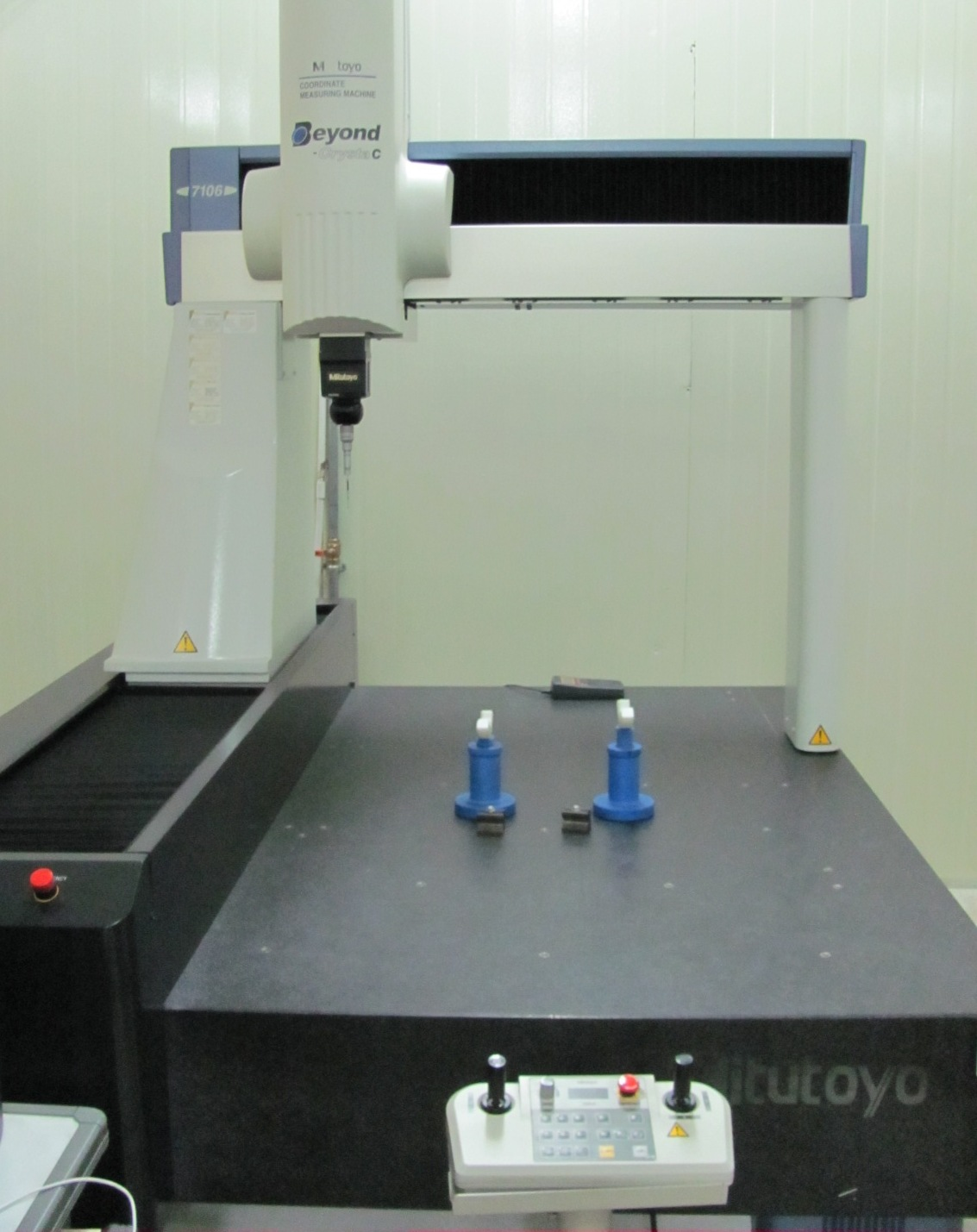
Macchina di misura a coordinate Mitutoyo

Mitutoyo Corporation (株式会社ミツトヨ Kabushiki Gaisha Mitsutoyo) è un costruttore giapponese di strumenti di misura.

## Storia
L'azienda venne fondata il 22 ottobre 1934 da Yehan Numata (沼田 恵範, Numata Ehan). All'epoca produceva solo un tipo di micrometro. La filosofia aziendale era di produrre strumenti con qualità superiore e dal costo giustificatamente elevato. Venne di seguito prodotto il calibro e il comparatore.
Negli anni '70 la Mitutoyo entra nell'era dell'elettronica. Vengono di seguito sviluppati strumenti con elettronica digitale che evitavano il frequente errore di parallasse tipico negli strumenti a orologio. Vennero sviluppati poi strumenti come la macchina di misura a coordinate. Nell'ambito software vengono sviluppati sistemi di Statistical process control.